# Оберхаузен ан дер Апел
Оберхаузен ан дер Апел (њем. Oberhausen an der Appel) општина је у њемачкој савезној држави Рајна-Палатинат. Једно је од 81 општинског средишта округа Донерсберг. Према процјени из 2010. у општини је живјело 148 становника. Посједује регионалну шифру (AGS) 7333053.

## Географски и демографски подаци
Оберхаузен ан дер Апел се налази у савезној држави Рајна-Палатинат у округу Донерсберг. Општина се налази на надморској висини од 210 метара. Површина општине износи 3,3 km². У самом мјесту је, према процјени из 2010. године, живјело 148 становника. Просјечна густина становништва износи 44 становника/km².